# Drugi rząd Bojka Borisowa
Drugi rząd Bojka Borisowa – 94. rząd w historii Bułgarii funkcjonujący od 7 listopada 2014 do 27 stycznia 2017.
Gabinet powstał po przedterminowych wyborach parlamentarnych z 5 października 2014, przeprowadzonych po dymisji rządu socjalistycznego premiera Płamena Oreszarskiego i powołaniu technicznego gabinetu, na czele którego stanął Georgi Bliznaszki. Wybory wygrała opozycyjna centroprawicowa partia GERB Bojka Borisowa, premiera w latach 2009–2013. Do Zgromadzenia Narodowego 43. kadencji swoich przedstawicieli wprowadziło łącznie osiem komitetów wyborczych, co istotnie utrudniło przeprowadzenie rozmów w sprawie skonstruowania nowego rządu. Po kilku tygodniach negocjacji GERB podpisał umowę koalicyjną z centroprawicowym Blokiem Reformatorskim (RB), a także porozumienia z lewicową Alternatywą na rzecz Bułgarskiego Odrodzenia (ABW) i nacjonalistycznym Frontem Patriotycznym (PF). ABW i PF nie zostały formalnymi koalicjantami, deklarując jednakże poparcie dla nowego rządu, dodatkowo pierwsze z tych ugrupowań otrzymało stanowisko wicepremiera. 7 listopada 2014 nowy gabinet Bojka Borisowa uzyskał w parlamencie wotum zaufania. W maju 2016 ugrupowanie ABW wycofało się z porozumienia.
W listopadzie 2016 Cecka Caczewa z partii GERB przegrała wybory prezydenckie. Premier Bojko Borisow podał się wówczas do dymisji, rezygnacja rządu została przyjęta przez parlament 16 listopada 2016. Gabinet funkcjonował do 27 stycznia 2017.

## Skład rządu
- premier: Bojko Borisow (GERB)[7]
- wicepremier ds. polityki koalicyjnej i administracji państwowej: Rumjana Byczwarowa (GERB)
- wicepremier ds. polityki europejskiej i kwestii instytucjonalnych: Meglena Kunewa (RB)
- wicepremier ds. funduszy europejskich i polityki gospodarczej: Tomisław Donczew (GERB)
- wicepremier, minister pracy i polityki socjalnej: Iwajło Kałfin (ABW, do 2016)
- minister pracy i polityki socjalnej: Zornica Rusinowa (bezp., od 2016)
- minister finansów: Władisław Goranow (GERB)
- minister spraw wewnętrznych: Weselin Wuczkow (GERB, do 2015), Rumjana Byczwarowa (GERB, od 2015)
- minister rozwoju regionalnego i robót publicznych: Lilana Pawłowa (GERB)
- minister obrony: Nikołaj Nenczew (RB)
- minister spraw zagranicznych: Danieł Mitow (RB)
- minister sprawiedliwości: Christo Iwanow (RB, do 2015), Ekaterina Zachariewa (bezp., od 2015)
- minister edukacji i nauki: Todor Tanew (RB, do 2016), Meglena Kunewa (RB, od 2016)
- minister zdrowia: Petyr Moskow (RB)
- minister kultury: Weżdi Raszidow (GERB)
- minister ochrony środowiska i zasobów wodnych: Iwelina Wasilewa (GERB)
- minister rolnictwa i żywności: Desisława Tanewa (GERB)
- minister transportu, technologii informacyjnych i łączności: Iwajło Moskowski (GERB)
- minister gospodarki: Bożidar Łukarski (RB)
- minister energetyki: Temenużka Petkowa (GERB)
- minister turystyki: Nikolina Angełkowa (GERB)
- minister młodzieży i sportu: Krasen Kralew (GERB)